# Ardisia dentata
Ardisia dentata là một loài thực vật có hoa trong họ Anh thảo. Loài này được (A.DC.) Mez mô tả khoa học đầu tiên năm 1901.